# 唯信寺 (笠間市)
唯信寺（ゆいしんじ）は、茨城県笠間市にある真宗大谷派の寺院。

## 歴史
鎌倉時代初期、唯信の開基である。唯信は鎌倉幕府御家人八田知家の子であったが、22歳のときに浄土真宗宗祖の親鸞の弟子となり、「唯信」を名乗ることになった。唯信は親鸞が関東地方で布教しているときには、常にお供をし、親鸞の補佐をしていた。親鸞が京都に帰還する際には、親鸞自作の肖像画を唯信に託した。唯信は戸森の地において当寺を創建した。その後、1667年（寛文7年）に現在地に移転した。
当地を領有していた宍戸藩は、江戸時代後期より天変地異によって藩内が窮乏したことによる領民の逃亡が相次ぎ、人口が激減していた。第5代藩主松平頼救は当寺住職の唯定に相談したところ、唯定は他地域からの移民受け入れを進言し、北陸地方から多くの浄土真宗の門徒を移民させた（関東・東北の真宗移民）。現在の当寺の檀家の多くは、この際の北陸門徒の末裔といわれている。

## 文化財
- 唯信寺梵鐘銘（笠間市指定文化財）[4]
- 唯信寺のシイ（笠間市指定文化財）[5]

## 交通アクセス
- 宍戸駅より徒歩7分。